# Ingvaeoni

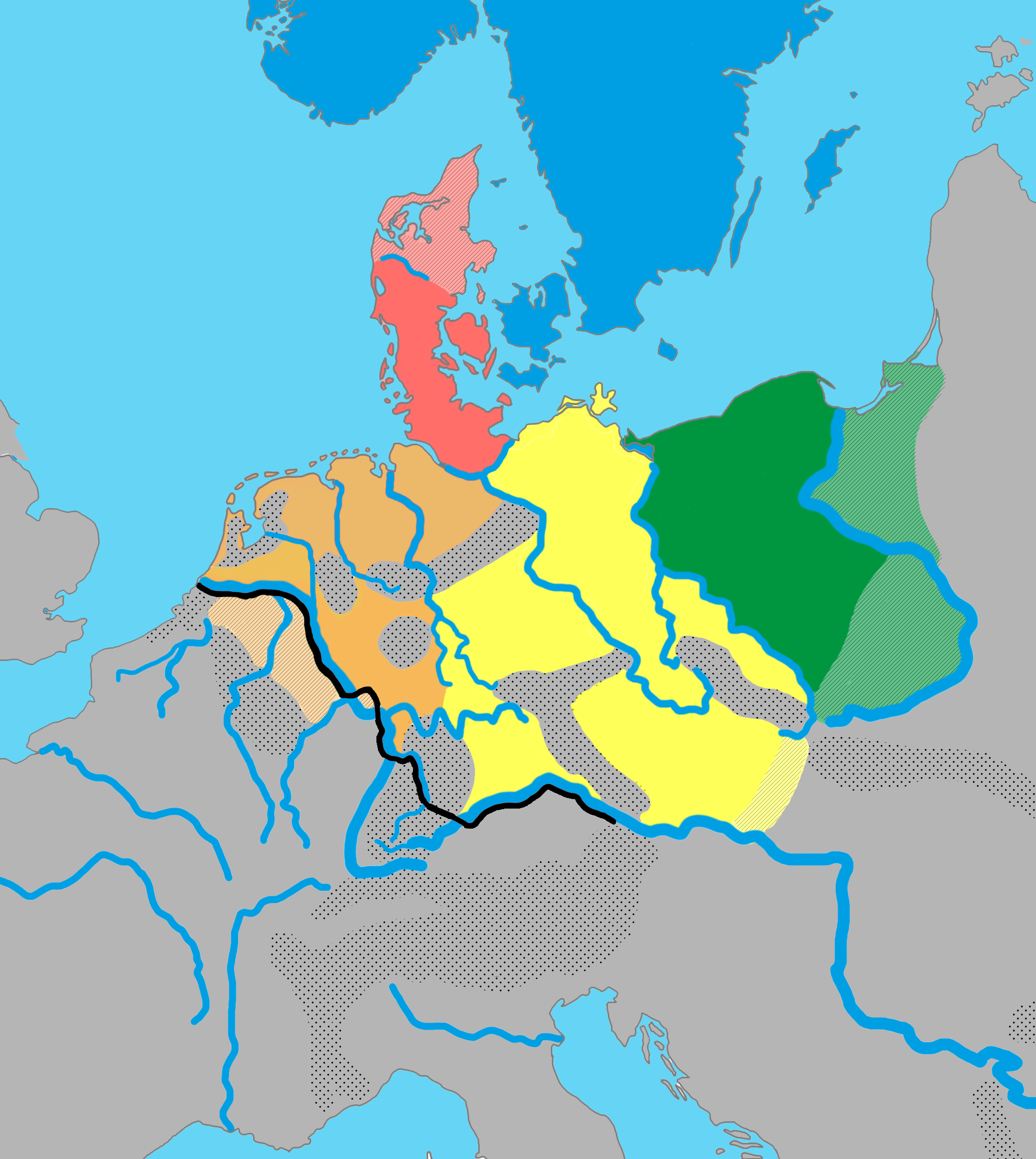
Jedna z interpretací rozšíření germánských nářečních skupin v Evropě kolem roku 100 n. l.:
Severogermánská
Severomořská (Ingvaeoni)
Rýnsko-vezerská (Istaveoni)
Polabská (Herminoni)
Východogermánská

Ingvaeoni či Ingaevoni byla západogermánská kulturní skupina žijící ve starověku podél pobřeží Severního moře v oblastech Jutska, Holštýnska a Fríska. Kmeny v této oblasti zahrnovaly Fríse, Chauky, Sasy a Juty.
Jméno Ingvaeoni je spíše používáno moderními redaktory nebo překladateli. Jde pravděpodobně o správnou formu, protože může být vytvořeno etymologicky znamenajíc „syn Yngveho“, který se později vyskytuje jako skandinávské božské jméno. Proto se předpokládaná společná skupina úzce souvisejících nářečí „Ingvaeonů“ nazývá ingvaeonská nebo jako Severomořští Germáni.
Plinius starší asi v roce 80 n. l. ve svém díle Naturalis historia (IV.28) uvádí Ingvaeony jako jednu z pěti germánských ras, dalšími jsou Vandalové, Istaveoni, Herminoni a Bastarnové. Podle něj byli Ingvaeoni tvořeni Kimbry, Teutony a Chauky. 